# Running Free
«Running Free» es el primer sencillo publicado por la banda Iron Maiden. Fue lanzado el 8 de febrero de 1980 para su álbum debut en formato vinilo de 7" y 45 RPM. La canción fue escrita por Steve Harris y Paul Di'Anno.
La canción habla sobre un joven problemático de 16 años de edad quien escapa en un camión pickup, termina en una cárcel de Los Ángeles y recoge a una mujer de un bar. La canción es conocida como uno de los números de rock más tradicionales de la banda y todavía es tocado en muchos conciertos, con los miembros de la banda siendo nombrados por el vocalista durante el largo solo de bajo.
La cubierta del sencillo es también muy conocida por ser la primera aparición oficial de la mascota de la banda Eddie. Sin embargo en la carátula su cara está tapada porque la banda no quería revelar su mascota hasta el lanzamiento del álbum. También en la cubierta se ve un metalero joven que se asemeja a un joven Bruce Dickinson. Esto no debiera considerarse deliberado, pues Dickinson no tenía nada que ver con la banda hasta unos años después.
El lado B "Burning Ambition" es una de las primeras composiciones de Harris, escrita en los tiempos en que él estaba en Gypsy's Kiss. El solo de guitarra de esta canción es tocado por Dave Murray.
En 1985, una versión en directo de la canción fue lanzada como el primer sencillo del álbum Live After Death (el duodécimo sencillo de la doncella).

## Lista de canciones

### Sencillo de 1980
1. «Running Free» (Paul Di'Anno, Steve Harris) - 3:16
2. «Burning Ambition» (Harris) - 2:42

Miembros
- Steve Harris - bajo y coros
- Paul Di'Anno - Voz
- Dave Murray - guitarra
- Dennis Stratton - guitarra y coros (solamente en "Running Free")
- Clive Burr - batería (solamente en "Running Free")
- Doug Sampson - batería (sólo en "Burning Ambition")

### Sencillo en directo de 1985
1. «Running Free» (Paul Di'Anno, Steve Harris) – 3:28
2. «Sanctuary» (en directo) (Di'Anno, Harris, Murray) – 4:41
3. «Murders In The Rue Morgue» (en directo) (Harris)- 4:33

Miembros
- Steve Harris – bajo, coros
- Bruce Dickinson – voz
- Dave Murray – guitarra
- Adrian Smith – guitarra, coros
- Nicko McBrain – batería